# Zadok the Priest

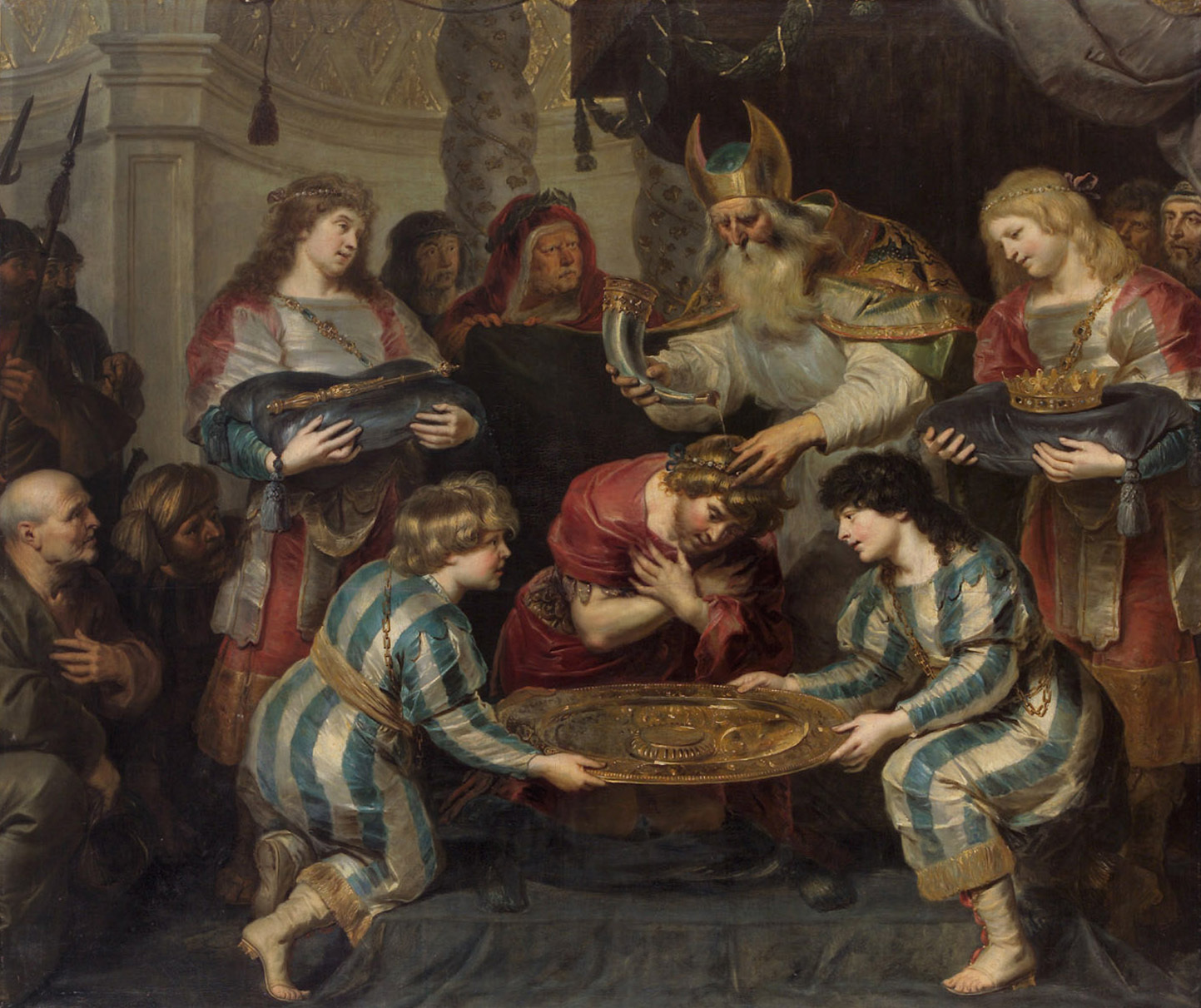
Pomazání krále Šalomouna (Cornelis de Vos)

Zadok the Priest (česky Kněz Sádok) je jednou ze čtyř korunovačních hymen (spolu s The King Shall Rejoice, My Heart is Inditing a Let thy Hand be Strengthened), složenou v roce 1727 Georgem Friedrichem Händelem pro korunovaci britského krále Jiřího II.

## Užití

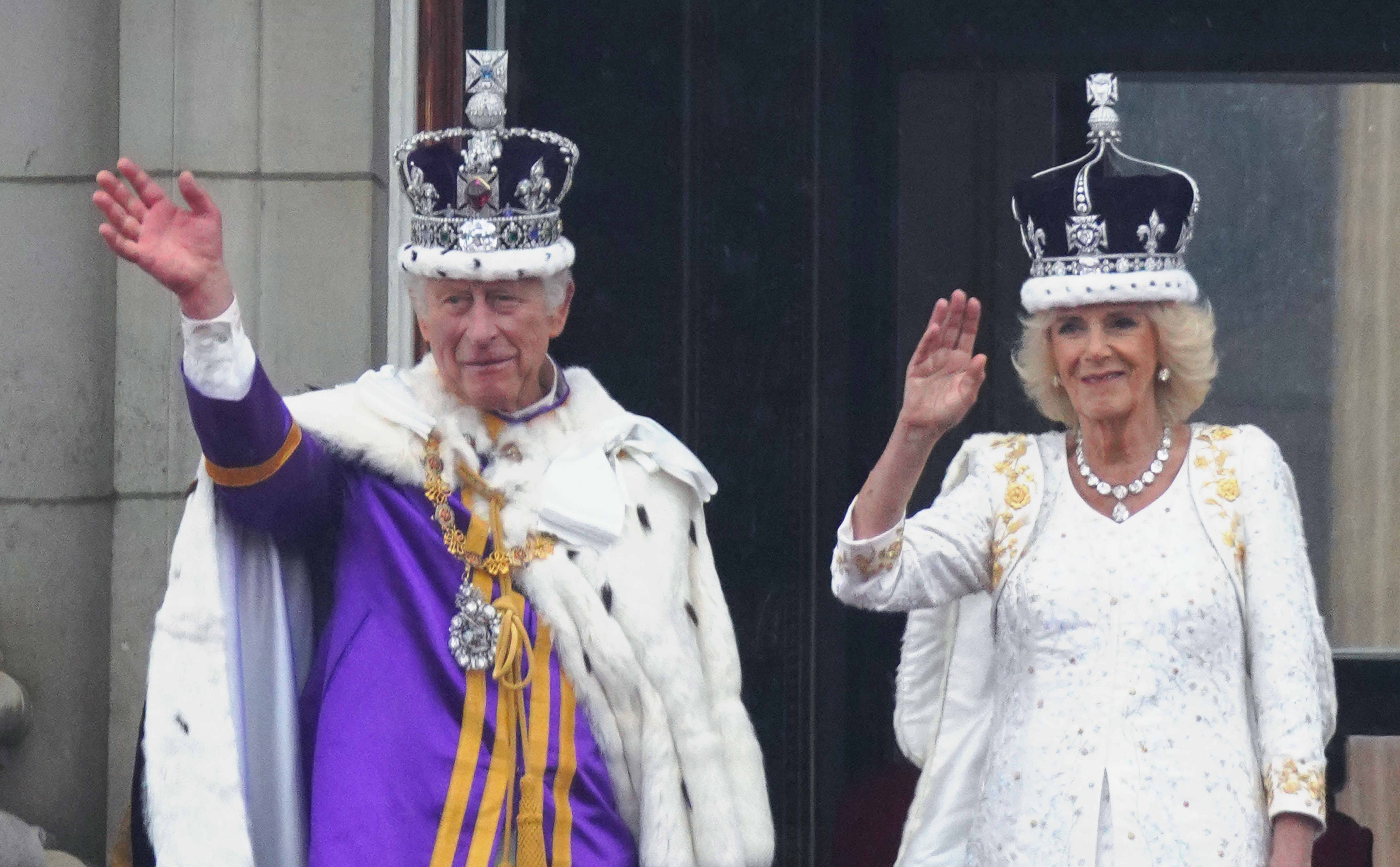
Karel III. a Camilla na balkóně Buckinghamského paláce po korunovaci, 6. května 2023

Od svého složení je hymna zpívána pokaždé při korunovaci britského panovníka během jeho pomazání. Stalo se tak i při pomazání a následné korunovaci krále Karla III. v Westminsterském opatství dne 6. května 2023.

## Text
Text hymny je založen na biblickém textu První knihy královské, resp. na několika verších první kapitoly.
| „                            | Kněz Sádok, prorok Nátan a Benajáš, syn Jójadův, i Keretejci a Peletejci sešli dolů; Šalomouna posadili na mezkyni krále Davida a vedli ho ke Gíchónu. Kněz Sádok vzal ze stanu Hospodinova roh s olejem a Šalomouna pomazal. Zatroubili na polnici a všechen lid provolal: „Ať žije král Šalomoun!“ Všechen lid pak šel vzhůru za ním, pískal na píšťaly a převelice se radoval; země od toho hluku až pukala. | “ |
| — 1Král 1, 38-40 (Kral, ČEP) | |   |

### Text hymny
| Anglicky Zadok the Priest, and Nathan the Prophet anointed Solomon King. And all the people rejoiced, and said: God save the King! Long live the King! May the King live for ever, Amen, Allelujah. |  | Česky Kněz Sádok a prorok Nátan pomazali krále Šalomouna. A všichni lidé se radovali a provolávali: Bůh ochraňuj krále! Ať žije král! Kéž král žije navždy! Amen, Aleluja. |

Součástí textu této korunovační hymny je zvolání God save the King, adresované starozákonnímu králi Šalomounovi. V této podobě (česky Bůh ochraňuj krále) je zvolání identické s jedním ze dvou oficiálních názvů britské národní hymny. Druhou verzí je God save the Queen (Bůh ochraňuj královnu). Na rozdíl od národní hymny je text korunovační hymny zpíván vždy pouze v mužské podobě, i když – například v  případě královny Alžběty II. – se dne 2. června 1953 jednalo o pomazání a korunovaci ženy jako suverénní panovnice.